# 盛田牧場
盛田牧場（もりたぼくじょう）は、1800年代後半から2006年まで青森県上北郡七戸町膝森に存在した馬の生産牧場。
近代青森県馬産を代表する存在であり、競走馬の生産牧場として著名であった。主な生産馬には、クラシック二冠を制し種牡馬としても数々の名馬を輩出したトサミドリ（JRA顕彰馬）、兄弟で東京優駿（日本ダービー）に優勝したヒカルメイジとコマツヒカリ、菊花賞優勝馬グレートヨルカ、天皇賞・春優勝馬ハセパーク、アサホコなどがいる。1980年代末ごろからは「現存最古の馬の牧場」とも称されていたが、競走馬生産の中心地が北海道へ移っていくなかで衰退していき、2006年に施設が畜産牧場へ譲渡され閉場した。
旧盛岡藩領に特徴的な「曲屋」を含む各施設が良好な状態で保存されており、「盛田牧場一号厩舎（南部曲屋育成厩舎）」を筆頭とする旧場内8つの物件が登録有形文化財となっている。

## 歴史

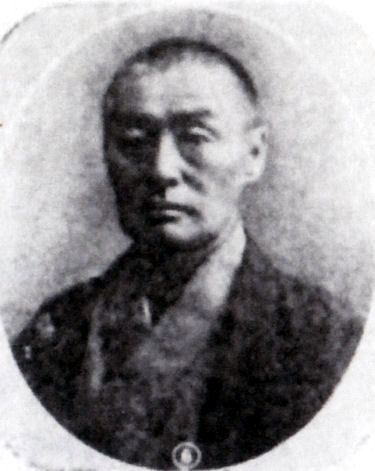
創業者・第10代盛田喜平治

盛田牧場の創業年は定まっておらず、1884年ないし1887年、あるいは江戸時代の慶応3年（1867年）まで遡るともいわれる。創業者は第十代盛田喜平治。盛田家は酒造や呉服を本業とした商家にして南部地方における有数の大地主であった。牧場用地の膝森地区はもと官営地だった土地を1871年に払い下げられてから開墾したもので、当初は果樹栽培や養蚕が試みられていた。牧場としての歴史は1884年に喜平治が厩舎を建設しアメリカよりアングロアラブ（サラブレッドとも）の牝馬を輸入したことに始まるが、当初は生産牧場というよりも周辺の馬小作（馬を飼育する小作人）に対する馬の貸付拠点という性格が強かったとされる。本格的に生産に着手したのは1907年のことであるが、繋養繁殖牝馬は3頭、用地は採飼料地を含めても6町歩と小規模なものだった。なお、その前年の1906年には政府が軍馬改良を目的として馬政局を設置し、馬匹生産が盛んに奨励され、古より南部駒の産出で知られた南部地方でも産馬熱が高まっていた。1912年には喜平治の弟・盛田徳太郎が中心となり青森県立種馬育成所が七戸に誘致されている。
しかし、一般的に明治末～大正初期の青森の民営牧場は総じて経営が苦しく、多くは小作料や山林収入で運営費を補填しており、盛田牧場も同様の状況にあったとされる。その経営が改善していくのは大正中期から昭和初期にかけて競走用のサラブレッドの需要が増大してからであった。1930年代後半には盛田牧場で直接育成されるものはサラブレッド競走馬がほとんどであり、1935年には生産馬ミスアキラが中山競馬倶楽部主催の帝室御賞典に、各地の競馬倶楽部が統合された日本競馬会が発足して後の1938年にもハセパークが帝室御賞典に優勝し、それぞれ青森県産として2、3頭目の御賞典馬となった。
1945年8月、太平洋戦争の終結後に軍馬や農耕馬の需要が極端に減少したため、七戸町でも馬産から牛、豚、鶏などの生産に舵が切られ、盛田牧場でも転業を見越して100頭規模の豚舎が設営された。また日本に設置された連合国軍最高司令部が農地改革を打ち出し、盛田牧場はこちらの面からも存廃の岐路に立たされた。これを受けて近隣の浜中牧場主・浜中幾治郎、天間林村の諏訪牧場を差配していた須藤重エ門が調教師の藤本冨良を訪れ、「盛田牧場がなくなっては青森県のサラブレッド生産はだめになる」と訴えた。藤本は青森県庁に赴いて交渉し、牧場のうち20町歩程度を小作に開放し、さらに馬ではなく牛の牧場にするという建前のもとで牧場存続の目途をつけた。以後は戦後の場主となる盛田寛二が大学を卒業するまで、藤本厩舎から持ち込まれた4～5頭の繁殖牝馬をもって、暫時藤本の指揮により運営が行われた。
1949年には盛田牧場が小岩井農場から購買していた繁殖牝馬フリッパンシーの仔・トサミドリが皐月賞と菊花賞に優勝した。1953年に寛二が場主となり、1957年にはヒカルメイジが藤本の管理により日本ダービーに優勝。1959年にはその弟でトサミドリを父に持つコマツヒカリも日本ダービーに優勝し、史上2組目の兄弟制覇を達成した。なお、両馬を産んだ母イサベリーンは34歳206日という当時の国内サラブレッド最長寿記録を樹立し、死後は場内に祀られた。1963年にはグレートヨルカが菊花賞、1965年にはアサホコが天皇賞（春）と、それぞれヒカルメイジ産駒の生産馬が八大競走を制している。このころは盛田牧場以外の青森県内各場からも八大競走の優勝馬が続出し、青森県馬産の黄金時代であった。
しかし昭和40年代以降、青森県馬産全体が頽勢に向かい、競走馬生産の中心は北海道へ移っていった。盛田牧場も生産・育成両面で改良を図っていたが、2006年の生産馬が最後となり、同年畜産業者の金子ファームに施設が譲渡された。その後、残存施設が修築され観光用に一般公開されている。

## 主な生産馬
八大競走優勝馬
- ハセパーク（1938年帝室御賞典・春）
- トサミドリ（1949年皐月賞、菊花賞など重賞4勝）
- ヒカルメイジ（1957年東京優駿など重賞3勝）
- コマツヒカリ（1959年東京優駿など重賞2勝）
- グレートヨルカ（1963年菊花賞など重賞5勝）
- アサホコ（1965年天皇賞・春など重賞5勝）

その他中央競馬重賞勝利馬
- ムネヒサ（1967年日本短波賞）
- レッドジャガー（1980年毎日杯）

その他地方競馬重賞勝利馬
- アサハーバー（1977年青山記念・新潟）
- モリセリー（1984年北國王冠・金沢）
- モリアキ（2002年しらさぎ賞・浦和）